# 豊地 (静岡市)
豊地（とよち）は静岡県静岡市葵区にある町名。丁目を持たない単独町名である。住居表示未実施。

## 地理
葵区の東側の一部に位置し、東に流通センター、西に観山、北に牛田、南に加藤島と隣接している。

## 歴史
- 1974年（昭和49年）10月30日 - 上土新田、上土豊地新田の各一部を分離し新設。
- 2005年（平成17年）4月1日 - 政令指定都市化により、行政区が葵区となる。

## 世帯数と人口
現在住居はなく、麻機遊水地の開発工事中である（2-1工区）。全域が市街化調整区域である。

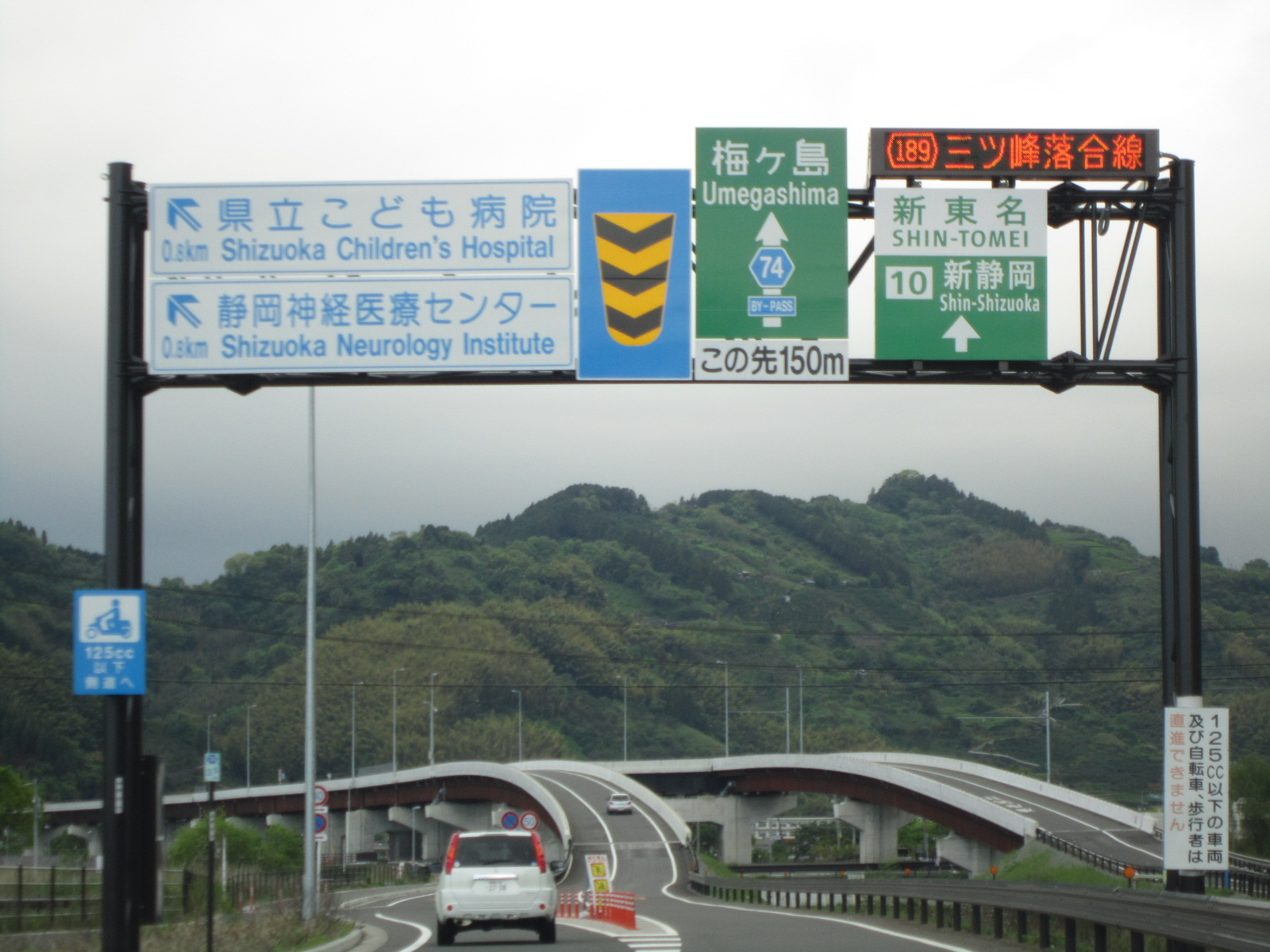
豊地インターチェンジの入口（2012年4月）

| 町丁 | 世帯数 | 人口 |
| ---- | ------ | ---- |
| 豊地 | 0世帯  | 0人  |

## 施設
- 静岡県道74号山脇大谷線（静岡南北道路）豊地インターチェンジ　ここより新東名高速道路新静岡インターチェンジまでは立体道路となる。

## その他

### 日本郵便
- 郵便番号 : 420-0932[1]（集配局：静岡中央郵便局[3]）。